# Ala-Taivaljärvi
Ala-Taivaljärvi eller Taivaljärvi är en sjö i Finland. Den ligger vid Ylä-Taivaljärvi i kommunen Rautavaara i landskapet Norra Savolax, i den centrala delen av landet, 400 km norr om huvudstaden Helsingfors. Ala-Taivaljärvi ligger 182 meter över havet. I omgivningarna runt Ala-Taivaljärvi växer i huvudsak blandskog. Den är 9,5 meter djup. Arean är 12 hektar och strandlinjen är 2,06 kilometer lång. Sjön  ingår i Vuoksens huvudavrinningsområde. 